# 190 Ісмена
190 Ісмена (190 Ismene) — астероїд зовнішнього головного поясу, відкритий 22 вересня 1878 року. Належить до групи Гільди.